# Megapenthes kusuii
Megapenthes kusuii là một loài bọ cánh cứng trong họ Elateridae. Loài này được Ôhira miêu tả khoa học năm 1973.